# Братство (издателство)
„Братство“ е издателство в Ниш, Сърбия, публикуващо издания за българското малцинство в страната.
Основател на издателството е Националният съвет на българите в Сърбия. Всички издания се списват на български език.
Основното издание е едноименният седмичен вестник „Братство“ с новини и статии за малцинството от районите с предимно българско население – в Пиротски окръг (общини Цариброд, Босилеград, Бабушница и Пирот), в Пчински окръг (община Сурдулица) и в Нишавски окръг.
Други издания на издателството са списанието за литература, изкуство и наука „Мост“, което излиза с подкрепата на Министерството на културата на Сърбия, и детското списание „Другарче“.